# Messier 41
M41 (Messier 41 / NGC 2287) is een open sterrenhoop in het sterrenbeeld Grote Hond (Canis Major) en bevat ongeveer 100 sterren, waaronder verscheidene rode (of oranje) reuzen. De helderste hiervan is een ster van spectraalklasse K3 en magnitude 6,9, deze ligt dicht bij het centrum van de sterrenhoop en is ongeveer 700 maal helderder dan onze Zon.
M41 werd al voor 1654 door Giovanni Batista Hodierna ontdekt, en was misschien al voor 325 v.Chr. bekend aan Aristoteles. M41 staat op een afstand van ongeveer 2300 lichtjaar van de aarde en heeft een radiële snelheid van ongeveer 23 km/s. De leeftijd wordt geschat op 190-240 miljoen jaar.